# Yuri Záitsev
Yuri Záitsev (en ruso: Юрий Константинович Зайцев; Óblast de Sajalín, Unión Soviética; 17 de enero de 1951 – Dnipro, Ucrania; 30 de septiembre de 2022) fue un levantador de pesas campeón olímpico ruso que representó a la Unión Soviética.

## Premios y distinciones
Ganó la medalla de oro en los Juegos Olímpicos de Montreal 1976.
Recibió también la orden de la Insignia de Honor y la de maestro Emérito del Deporte de la Unión Soviética. También fue campeón del mundo en dos ocasiones y fue dos veces campeón europeo.